# قرار مجلس الأمن التابع للأمم المتحدة رقم 1012
قرار مجلس الأمن التابع للأمم المتحدة رقم 1012، المتخذ بالإجماع في 28 آب / أغسطس 1995، بعد النظر في الوضع في بوروندي، أنشأ المجلس تحقيقًا دوليًا في اغتيال الرئيس ملشيور نداداي خلال انقلاب عسكري في تشرين الأول / أكتوبر 1993.

## خلفية
في 21 أكتوبر 1993، اغتيل أول رئيس من الهوتو منتخب ديمقراطياً في بوروندي، ملشيور نداداي، على يد متطرفين من التوتسي. نتيجة القتل، اندلعت أعمال عنف بين المجموعتين، وتوفي ما يقدر بـ 50.000 إلى 100.000 شخص في غضون عام. في عام 1994، اغتيل خليفة نداداي سيبريان نتارياميرا في نفس تحطم الطائرة مع الرئيس الرواندي جوفينال هابياريمانا. كان هذا العمل بمثابة بداية الإبادة الجماعية في رواندا، بينما في بوروندي، أدى موت نتارياميرا إلى تفاقم العنف والاضطراب، على الرغم من عدم وقوع مذبحة عامة. تم تنصيب سيلفستر نتيبانتونغانيا لرئاسة مدتها 4 سنوات في 8 أبريل، لكن الوضع الأمني تدهور أكثر. وزاد تدفق مئات الآلاف من اللاجئين الروانديين وأنشطة جماعات الهوتو والتوتسي المسلحة من زعزعة استقرار النظام.

## القرار
وبعد النظر في تقرير من بعثة لتقصي الحقائق إلى بوروندي، أشار المجلس إلى أن لجنة دولية ستلعب دورًا في التحقيق في الانقلاب عام 1993 والمذبحة اللاحقة. وكان التحقيق بتوصية من الأمين العام بطرس بطرس غالي ودعت حكومة بوروندي نفسها إلى إنشائه وتسمية المذابح بالإبادة الجماعية. وقد ارتكبت انتهاكات للقانون الإنساني الدولي في بوروندي، ولا بد من تعزيز النظام القضائي في البلد. كما كان هناك قلق شديد بشأن استئناف البث الإذاعي الذي يدعو إلى الكراهية العرقية، وسيتم محاسبة المسؤولين عن الانتهاكات.
ثم طلب مجلس الأمن من الأمين العام إجراء تحقيق دولي بالولاية التالية:
(أ) التحقيق في مقتل رئيس بوروندي في 21 تشرين الأول / أكتوبر 1993 وما تلاه من مذبحة؛
(ب) اقتراح تدابير لتقديم المسؤولين إلى العدالة.
وستتألف اللجنة الدولية من خمسة حقوقيين يختارهم الأمين العام. طُلب من جميع الدول والمنظمات التي لديها معلومات لتزويدها باللجنة. في غضون ثلاثة أشهر، طُلب من بطرس غالي تقديم تقرير عن سير عمل اللجنة.
تم حث جميع الأطراف والمؤسسات في بوروندي على التعاون مع لجنة التحقيق، من خلال:
(أ) اتخاذ تدابير لتمكين اللجنة من العمل بحرية؛
(ب) تزويد المفوضية بالمعلومات التي تطلبها؛
(ج) السماح للجنة بجمع كل المعلومات ذات الصلة؛
(د) السماح للجنة باستجواب أي شخص؛
(هـ) السماح للجنة بزيارة أي مكان في أي وقت؛
(و) ضمان سلامة الشهود وأمنهم واحترام حريتهم.

## روابط خارجية
- نص القرار في undocs.org